# ラタキア県

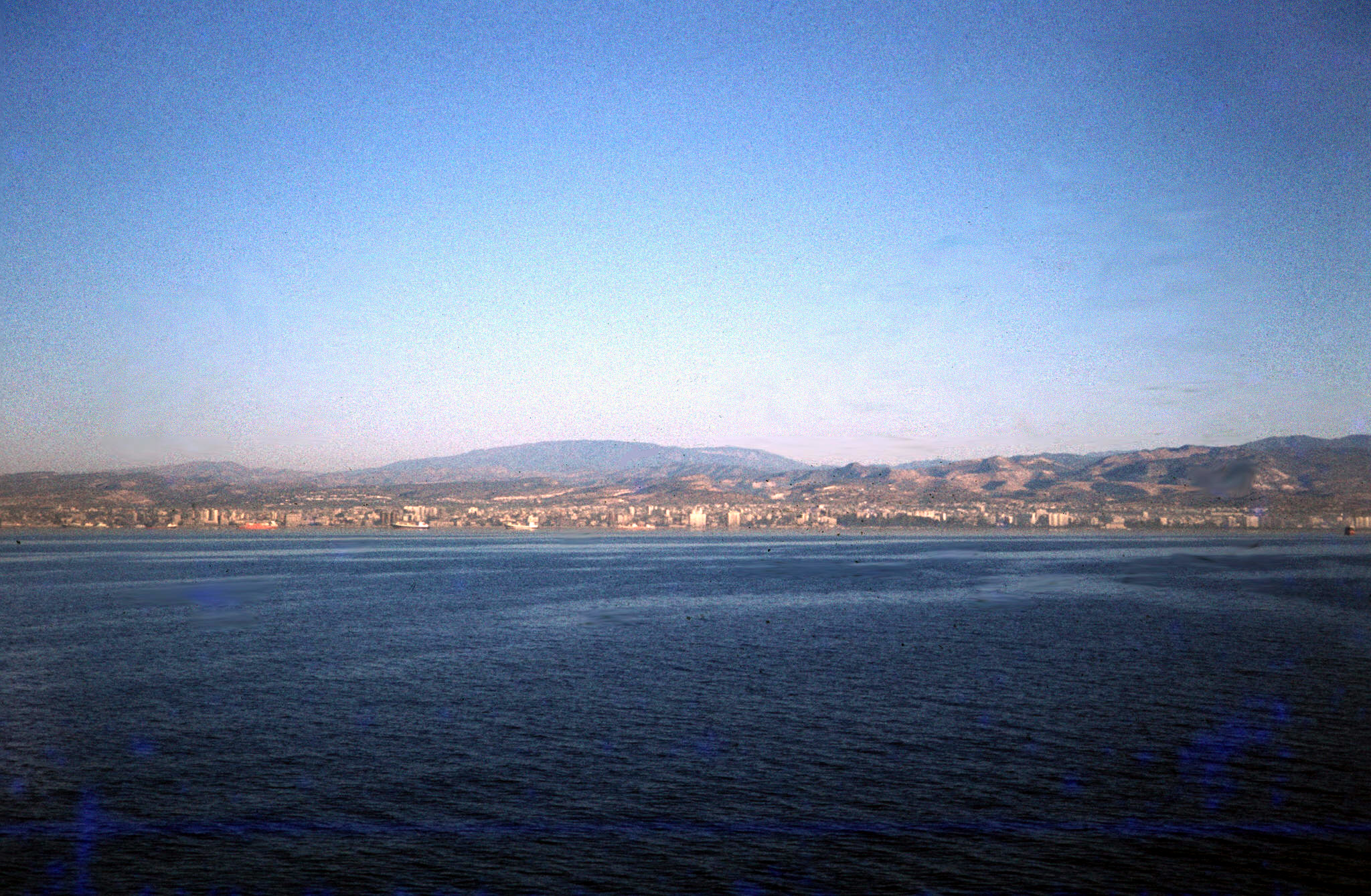
ラタキアの港と山々（1979年）

ラタキア県（ラタキアけん、ラータキーヤ県（ラータキーヤけん）、ラディキーヤ県（ラディキーヤけん）、Latakia Governorate, アラビア語: مُحافظة اللاذقية, Muḥāfaẓat al-Lāḏikiyya）は、シリアの14ある県の一つ。面積は2,297平方km、人口は1,346,000人（2021年の推計）。県都は港湾都市ラタキア（ラディキーヤ）。

## 地理
シリア北西部の地中海岸に位置し、東はイドリブ県とハマー県に、北はトルコのハタイ県に、南はタルトゥース県に接しており、西には地中海が広がる。
穏やかな地中海性気候。地中海に沿った山地は緑が濃く雪も降り、ペルシャ湾岸諸国からの観光客の集まるリゾートが点在する。

## 歴史
古代の港町ウガリットが出土するなど交易の歴史も古い。古代から穀物、綿花、果実栽培が盛んで、ローマ帝国時代には穀倉地帯でもあった。
十字軍時代の城塞カラット・サラーフ・アッディーンも残っている。
オスマン帝国時代にはラタキア周辺はイスラム教アラウィー派の多い地域となったが、ラタキアの街は多くのスンニ派住民やキリスト教徒住民が住んでいた。またミッレト制（オスマン帝国の行政区分で、自治や独自の慣習を認められた各宗教ごとの共同体）による宗教共同体はアラウィー派などには適用されなかったが、アラウィー派は自治を比較的認められていた。
1920年、大シリア地域（シリア、レバノン、パレスチナ）の王だったハーシム家のファイサルがフランスにより追放されフランス委任統治領シリアが発足すると、1922年、シリアは4つの自治国（ダマスカス国、アレッポ国、エッドゥルーズ（ドゥルーズ派国）、アラウィー派国）の緩やかな連邦に再編された。アラウィー派国（État des Alaouites）はシリアの海岸部から内陸の山脈までの範囲（現在のラタキア県とタルトゥース県を併せた地域にほぼ準ずる）に設定され、アラウィー派住民による自治が認められた。
1946年のシリア独立後、ラタキア県では1946年と1952年の二度に渡り自治権を求めるアラウィー派の反乱が発生したが、いずれも政府によって鎮圧された。
1970年、ラタキア県の小村カルダーハ出身の軍人ハーフィズ・アル＝アサドがクーデターでシリアの全権を掌握。
2011年から続くシリア内戦ではラタキア県はアラウィー派の人口が多いことからアサド政権への支持率が高いと見られ、大部分は2024年にアサド政権が崩壊するまで一貫してシリア政府の統治下にあった。

## 隣接する県
- ハタイ県
- イドリブ県
- ハマー県
- タルトゥース県

## 行政区分
ラタキア県には4郡が属する。

### 郡
1. アル＝ハッファ郡（英語版）（Al-Haffah District）
2. ジャブレ郡（英語版）（Jableh District）
3. ラタキア郡（英語版）（Latakia District） - ラタキア
4. カルダーハ郡（英語版）（Qardaha District）